# 888sport
888sport è un allibratore online che ha sede a Gibilterra. L'azienda offre scommesse sportive online, prevalentemente nel mercato europeo.

## Panoramica
888sport ha iniziato le attività nel marzo 2008. Il sito offre la possibilità di scommettere su tutti gli eventi sportivi del mondo, tra cui calcio, pallacanestro, tennis, rugby, F1, MotoGp e ciclismo, oltre a dare la possibilità agli utenti di giocare su altri siti del brand 888. Le principali opzioni di scommessa su 888sport sono le scommesse classiche (in singola e in multipla) e quelle live, in cui è possibile scommettere in tempo reale durante lo svolgimento degli eventi sportivi.In Italia opera con regolare licenza, rilasciata dall'Agenzia delle dogane e dei monopoli (ADM).

## Storia
888sport è stato lanciato nel marzo del 2008 per ampliare l'offerta di gioco di 888, aggiungendo le scommesse sportive a casinò, poker e bingo. Nel 2010 ha sottoscritto il primo accordo di sponsorizzazione sportiva con il Ippodromo di Fontwell Park, occupandosi tra le altre cose di realizzare una tribuna rinominata con il nome del marchio.
Nel 2011 l'ex portiere della nazionale di calcio spagnola Santiago Cañizares è diventato testimonial di 888sport, mentre nel 2012 l'ex attaccante dell'Arsenal e dell'Inghilterra Ian Wright ha rappresentato 888sport come opinionista durante gli Europei di Calcio 2012.
In seguito al combattimento tra George Groves e Carl Froch del 2014, 888sport ha ricevuto l'attenzione dei media per l'utilizzo delle reti sociali prima e durante il combattimento. In occasione di uno degli eventi sportivi britannici più importanti dell'anno, 888sport ha generato un gran numero di contenuti divertenti su Twitter e aggiornamenti live dell'incontro, finendo per generare il doppio di menzioni legate alla boxe rispetto al suo concorrente più vicino.
Il marchio ha sponsorizzato diversi eventi sportivi, come il Giro d’Italia di ciclismo e il World Gran Prix di snooker e le corse ippiche di Tingle Creek Chase a Sandown Park e la Charity Sprint di 888sport a York.
Inoltre 888sport ha stretto accordi di sponsorizzazione con diverse squadre di club, come Siviglia FC (calcio) e Rødovre Mighty Bulls (hockey su ghiaccio) ed è stato sponsor di tribune e stadi tra cui Madejski Stadium (Reading FC) e City Ground (Nottingham Forest FC).
Oltre al sito internazionale 888 sport e alla app per mobile, l’azienda ha lanciato siti e app locali in Italia, Spagna, Regno Unito e Danimarca, e pianifica di lanciare il marchio anche in Romania. L'azienda ritiene il settore mobile decisivo, con la percentuale di raccolta tramite dispositivi portatili che nel 2014 ha raggiunto nel Regno Unito il 29% del totale.
888sport è membro di ESSA, l'associazione europea contro le scommesse illegali.

### Premi
| Premio                                                      | Anno |
| ----------------------------------------------------------- | ---- |
| Campagna di marketing dell'anno, Gaming Intelligence Awards | 2017 |
| Miglior Rimborso, Premi Bookmaker BetXpert                  | 2016 |